# Heart to Yours
Heart to Yours – debiutancka płyta piosenkarki Michelle Williams.

## Lista piosenek
| #   | Tytuł                                                                      |      |
| --- | -------------------------------------------------------------------------- | ---- |
| 1.  | "Heart to Yours"                                                           | 3:54 |
| 2.  | "Heard a Word"                                                             | 4:56 |
| 3.  | "So Glad" (duet with Mary Mary)                                            | 3:54 |
| 4.  | "Sun Will Shine Again"                                                     | 4:18 |
| 5.  | "Better Place (9.11)"                                                      | 3:01 |
| 6.  | "Change the World"                                                         | 3:59 |
| 7.  | "Everything"                                                               | 3:33 |
| 8.  | "You Care for Me" (featuring Isaac Carree & Lowell Pye of Men of Standard) | 5:56 |
| 9.  | "Steal Away to Jesus" (duet with Shirley Caesar)                           | 3:27 |
| 10. | "Rock With Me"                                                             | 6:04 |
| 11. | "Gospel Medley" (featuring Destiny's Child)                                | 3:26 |
| 12. | "Heaven" (featuring Carl Thomas) (bonus track)                             | 3:07 |